# Al-Ma’alaka Biszlamun
Al-Ma’alaka Biszlamun (arab. المعلقة بشلامون) – miejscowość w Syrii, w muhafazie Idlib. W 2004 roku liczyła 2841 mieszkańców.